# Shell Centre
Lo Shell Centre è un complesso di edifici situato a Lambeth, sulla riva sud del Tamigi a Londra, adiacente al London County Hall, ai Jubilee Gardens, al Southbank Centre e al London Eye. Ospita la sede centrale della Shell.
L'area comprende l'edificio principale e tre edifici ausiliari di nove piani.
Lo stabile principale dello Shell Centre fu costruito nel 1957-1962 su progetto di Sir Howard Robertson; è alto 26 piani, 107 metri dal suolo e tre piani sottoterra. È stato il primo edificio per uffici a Londra a superare l'altezza del Palazzo di Westminster. Sostituì il Midland Hotel come edificio più alto di Londra e il Royal Liver Building come quello più alto del Regno Unito, e divenne il più grande edificio per uffici in Europa.